# Giovanni Bernardino Nanino
Giovanni Bernardino Nanino, född omkring 1550, död 1623 i Rom, var en italiensk tonsättare, bror till Giovanni Maria Nanino.
Nanino, som var elev till sin bror och lärare vid hans musikskola, var kyrkokapellmästare och komponerade bland annat motetter med orgel (1608-18), som visar inverkan av en nyare stil.